# أركسان تكنولوجيز
أركسان تكنولوجيز (بالإنجليزية: Arxan Technologies) هي شركة تقنية أمريكية متخصصة في مكافحة التلاعب أو العبث وإدارة الحقوق الرقمية (DRM) لإنترنت الأشياء (IoT) والهاتف المحمول والتطبيقات الأخرى، تُستخدم منتجات أمنية لمنع العبث أو الهندسة العكسية للبرامج، ومنع الوصول أو إجراء تعديلات على البرامج، أفادت الشركة أن التطبيقات المؤمنة من قبلها تعمل على أكثر من 500 مليون جهاز، وتُستخدم منتجاتها في المدفوعات عبر الهاتف المحمول والخدمات المصرفية والسيارات والرعاية الصحية والألعاب.

## أنظر أيضا
- أمن التطبيقات
- التعمية
- إدارة الحقوق الرقمية
- علم التعمية